# (4324) Bickel
(4324) Bickel est un astéroïde de la ceinture principale.

## Description
(4324) Bickel est un astéroïde de la ceinture principale. Il fut découvert le 24 décembre 1981 à Socorro par Laurence G. Taff. Il présente une orbite caractérisée par un demi-grand axe de 2,55 UA, une excentricité de 0,20 et une inclinaison de 7,8° par rapport à l'écliptique.

## Compléments